# Coleção (tipo de dado abstrato)
Em ciência da computação, uma coleção ou contêiner é um agrupamento de algum número variável de itens de dados que têm algum significado compartilhado para o problema que está sendo resolvido e precisam ser operados juntos, de alguma forma controlada. Geralmente, os itens de dados serão do mesmo tipo ou, em linguagens que suportam herança, derivados de algum tipo ancestral comum. Uma coleção é um conceito aplicável a tipos de dados abstratos e não prescreve uma implementação específica como uma estrutura de dados concreta, embora frequentemente haja uma escolha convencional.
Exemplos de coleções incluem listas, conjuntos, multiconjunto, árvores e grafos.
Matrizes de tamanho fixo (ou tabelas) geralmente não são considerados uma coleção porque contêm um número fixo de itens de dados, embora geralmente desempenhem um papel na implementação de coleções. Matrizes de tamanho variável são geralmente consideradas coleções.

## Implementações
Algumas coleções podem ser tipos de dados primitivos em uma linguagem, como listas, enquanto coleções mais complexas são implementadas como tipos de dados compostos em bibliotecas, às vezes na biblioteca padrão. Exemplos incluem:
- C++: conhecido como "contêineres", implementado na biblioteca padrão do C++ e na Biblioteca de Modelos Padrão anterior;
- Java: implementado no framework de coleções Java
- A Oracle PL/SQL implementa coleções como tipos definidos pelo programador[1]
- Python: algumas são nativas, outras implementadas na biblioteca collections